# Moineau du Japon
Lonchura striata domestica domestica
Espèce
Le moineau du Japon (Lonchura striata var. domestica ) est une variété domestiquée du Capucin domino de la famille des Estrildidae. C'est un oiseau domestique populaire, très courant en volière pour ses qualités de parent adoptif, mais il n'est pas présent dans la nature.

## Origine
Le moineau du Japon est une variété domestique d'oiseaux  créée par l'Homme à la suite de l'exploitation de mutations génétiques, il est issu du croisement entre le Domino à longue queue (L. acuticauda) et le Damier à grosse maille (L. striata) et d'anomalies du plumage du capucin domino (Lonchura striata) , et plus particulièrement de ses sous-espèces L. s. acuticauda, L. s. subsquamicollis et L. s. swinhoei ,. Il doit son nom à sa petite taille et à son origine présumée. En effet, c'est du Japon que les premiers individus ont été importés en Europe. Cependant, les écrits du duc et ornithologue Nobusuke Takatsukasa lui donnent ses origines en Chine et indiquent que son importation vers le Japon date des années 1700 ,. De nombreuses mutations de couleurs sont créées puis il est introduit en Europe vers 1860 avant de se répandre dans le monde entier. C'est aujourd'hui un petit oiseau très populaire.
Le moineau du Japon n'est reconnu comme espèce (Lonchura domestica ) ou sous-espèce (Lonchura striata domestica) par aucune autorité taxonomique . Il est considéré comme étant un animal domestique en droit français s'il est issu d'élevage. Les autres oiseaux relèvent donc de la législation concernant les animaux sauvages .

## Description
Le moineau du Japon est un petit passereau au bec robuste mesurant environ 10-12 centimètres et pesant de 15 à 20 grammes. Il a une espérance de vie d'environ 8 ans. Contrairement à sa version sauvage, le capucin domino, il est doté de nombreuses mutations de couleurs. Pour les séries grises et brunes, il est doté d'un ventre aux plumes perlées tandis que sa tête et son dos sont unis et plus foncés. Les versions panachées n'ont pas de plumes perlées et peuvent avoir plusieurs taches. Quant aux variétés blanches, elles sont entièrement unies. Voici la liste des variétés de coloris  , :
- Séries grises : noir-brun, gris-brun (ou moka), gris-beige,
- Séries brunes : brun-rouge (ou rouge), isabelle, crème,
- Variétés blanches : blanc à œil noir, blanc albinos, blanc dilué,
- Variétés perlées,
- Variétés panachées.

Ensuite, le plumage du moineau du Japon peut être lisse ou frisé. Il peut aussi être doté ou non d'une huppe :
- Plumage lisse,
- Variétés huppées : 
  - Bontenne : huppe simple,
  - Nidjou Bontenne : double huppe,
- Variétés frisées : 
  - Tchounagon : huppe + frisures sur les épaules,
  - Tchyoda : frisures sur la poitrine),
  - Tchyoda Bontenne : huppe + frisures sur la poitrine,
  - Daïnagon : combinaison de Tchounagon et de Tchyoda Bontenne,
  - Kinnegou : plumage entièrement frisé, sauf ailes et queue.

Il n'existe pas de dimorphisme sexuel. Le mâle est reconnaissable à son chant .

Quelques variétés de moineaux du Japon
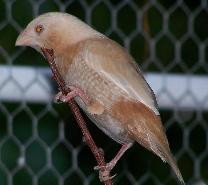
Isabelle
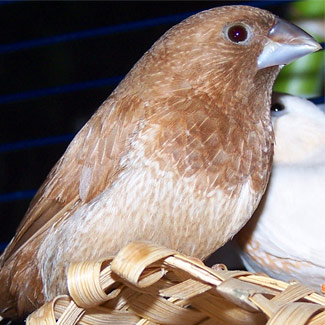
Gris-brun
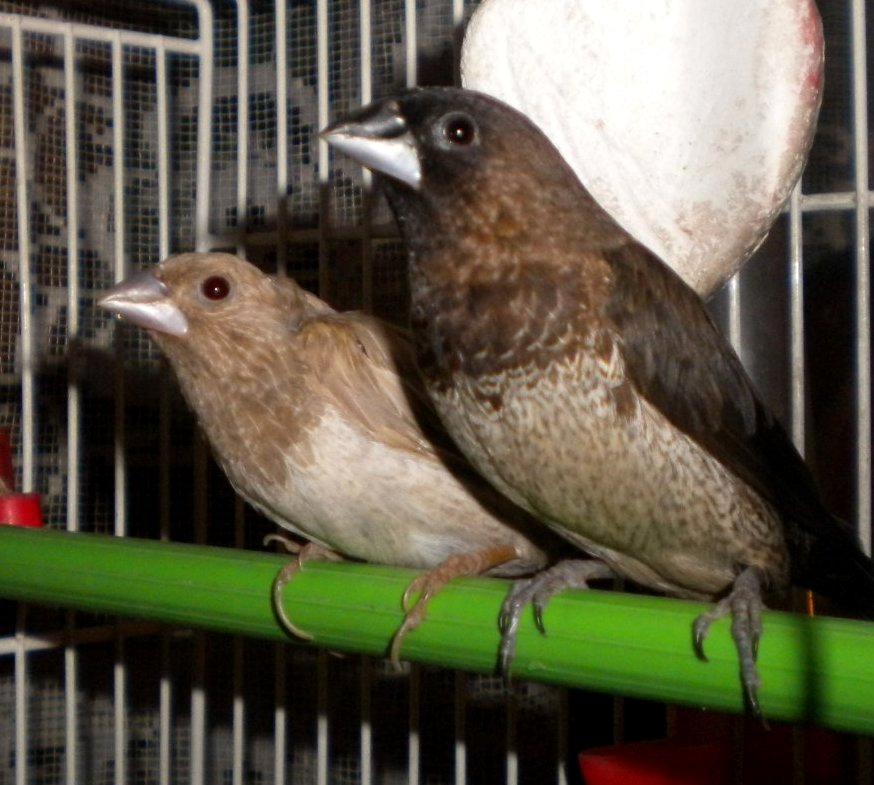
Gris-beige et noir-brun
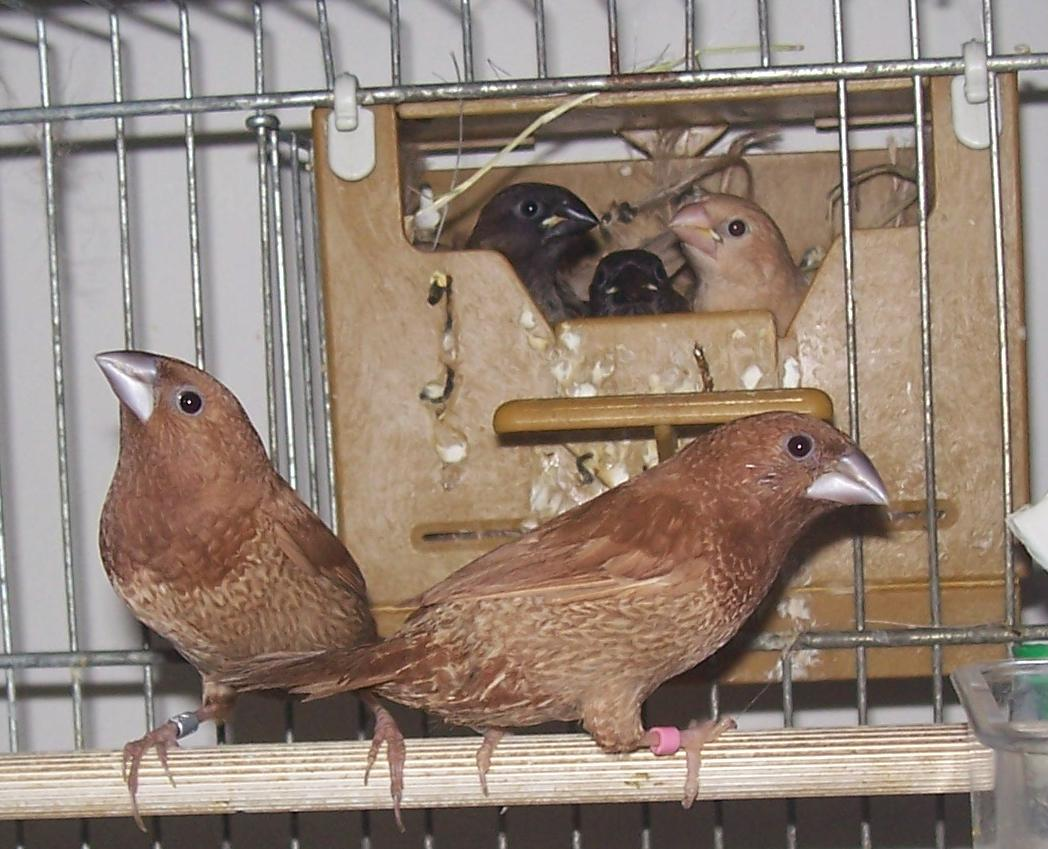
Brun-rouge
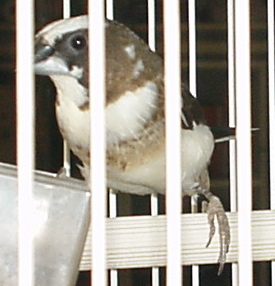
Panaché

## Mode de vie

### Habitat
Le moineau du Japon est un oiseau vivant en petits groupes, qui s'entend plutôt bien avec les autres espèces d'Estrildidae, comme par exemple les diamants de Gould, les mandarins, les capucins domino, les capucins damier, les canaris ou encore les paddas de Java. Provenant de climats chauds et humides du fait de ses origines, il doit être maintenu à des températures comprises entre 16 et 23 °C. Il peut vivre en volière extérieure lorsque les températures le permettent mais doit être rentré en intérieur lorsqu'il fait trop froid. La nuit, ils nichent dans des nids fermés. C'est un passereau facile à élever et assez robuste.

### Alimentation
Le moineau du Japon se nourrit principalement de graines comme celles de millet, de l'alpiste, de moha, de niger, etc. Il peut aussi manger en complément des pâtées aux œufs et des petits cailloux pour le calcium ,.

### Reproduction
Le moineau du Japon peut se reproduire toute l'année, à partir de l'âge de cinq mois mais il est préférable d'attendre ses dix mois le temps que les parents soient prêts. Il vaut également mieux séparer les mâles des femelles lorsqu'on ne veut pas leur faire faire de reproduction .
Lors de la parade nuptiale, le mâle se hérisse et se manifeste par un chant assez particulier et une danse composée de sautillements verticaux. Il collabore avec la femelle à la confection du nid en utilisant des matériaux mis à disposition dans la cage ou la volière : ficelle effilochée, herbée séchée, fibres de noix de coco, coton, etc . Ensuite, la femelle peut pondre de 1 à 8 œufs avec une moyenne d'environ 5 œufs. Elle peut pondre même sans présence de mâle, mais les œufs seront bien évidemment non fécondés. L'incubation commence au 3ème œuf et dure 12-13 jours ; les deux parents se relaient pour la couvaison. Il est très rare que les Moineaux du Japon abandonnent leurs progénitures, ils acceptent même volontiers les œufs d'autres moineaux ou d'autres espèces d'Estrildidae qu'ils élèveront ensuite comme leurs petits. C'est la raison pour laquelle ils sont très utilisés comme parents adoptifs pour les diamants de Gould, les diamants psittaculaires ou les diamants à queue rousse . Les parents s'occupent ensemble des oisillons aveugles, qui sortent du nid au bout de 3 semaines. Ils sont sevrés à la 5ème semaine après avoir appris à se nourrir seuls. Ils continuent ensuite de fréquenter le nid comme lieu de repos et peuvent aider leurs parents en cas de nouvelle couvée .